# Mydas hardyi
Mydas hardyi är en tvåvingeart som beskrevs av Wilcox, Papavero och Therezinha Pimentel 1989. Mydas hardyi ingår i släktet Mydas och familjen Mydidae. Inga underarter finns listade i Catalogue of Life.